# الأتشيق
الأتشيق (بالفارسية: آلاچیق) هي منطقة سكنية تقع في قسم قوريتشاي الشرقي الريفي في إيران. يقدر عدد سكانها بـ 152 نسمة .